# ISO 3166-2:US
ISO 3166-2:US es la entrada para Estados Unidos en la ISO 3166-2, parte de la norma ISO 3166 publicada por la Organización Internacional de Normalización (ISO), la cual define los códigos para los nombres de las principales demarcaciones administrativas (por ejemplo, provincias o estados) de todos los países con código ISO 3166-1.
Actualmente para Estados Unidos, los códigos ISO 3166-2 están definidos para tres niveles de subdivisiones:
- 50 estados.
- 1 distrito.
- 6 áreas periféricas

Cada código se compone de dos partes, separadas por un guion. La primera parte es el código ISO 3166-1 alfa-2 de Estados Unidos (US). La segunda parte son dos letras, que es la abreviatura postal del estado, distrito o área periférica, excepto las Islas Ultramarinas Menores que no tienen una abreviatura postal.

## Códigos actuales
Los nombres de las subdivisiones se enumeran en el estándar ISO 3166-2 publicado por la Agencia de Mantenimiento ISO 3166 (ISO 3166/MA).

Mapa de los Estados Unidos con cada estado y el Distrito de Columbia etiquetados con la segunda parte de su código ISO 3166-2.

Pulsa sobre el botón en la cabecera para ordenar cada columna.
| Código | Nombre de la subdivisión                         | Categoría de subdivisión |
| ------ | ------------------------------------------------ | ------------------------ |
| US-AL  | Alabama                                          | estado                   |
| US-AK  | Alaska                                           | estado                   |
| US-AZ  | Arizona                                          | estado                   |
| US-AR  | Arkansas                                         | estado                   |
| US-CA  | California                                       | estado                   |
| US-CO  | Colorado                                         | estado                   |
| US-CT  | Connecticut                                      | estado                   |
| US-DE  | Delaware                                         | estado                   |
| US-FL  | Florida                                          | estado                   |
| US-GA  | Georgia                                          | estado                   |
| US-HI  | Hawái                                            | estado                   |
| US-ID  | Idaho                                            | estado                   |
| US-IL  | Illinois                                         | estado                   |
| US-IN  | Indiana                                          | estado                   |
| US-IA  | Iowa                                             | estado                   |
| US-KS  | Kansas                                           | estado                   |
| US-KY  | Kentucky                                         | estado                   |
| US-LA  | Luisiana                                         | estado                   |
| US-ME  | Maine                                            | estado                   |
| US-MD  | Maryland                                         | estado                   |
| US-MA  | Massachusetts                                    | estado                   |
| US-MI  | Míchigan                                         | estado                   |
| US-MN  | Minnesota                                        | estado                   |
| US-MS  | Misisipi                                         | estado                   |
| US-MO  | Misuri                                           | estado                   |
| US-MT  | Montana                                          | estado                   |
| US-NE  | Nebraska                                         | estado                   |
| US-NV  | Nevada                                           | estado                   |
| US-NH  | Nuevo Hampshire                                  | estado                   |
| US-NJ  | Nueva Jersey                                     | estado                   |
| US-NM  | Nuevo México                                     | estado                   |
| US-NY  | Nueva York                                       | estado                   |
| US-NC  | Carolina del Norte                               | estado                   |
| US-ND  | Dakota del Norte                                 | estado                   |
| US-OH  | Ohio                                             | estado                   |
| US-OK  | Oklahoma                                         | estado                   |
| US-OR  | Oregón                                           | estado                   |
| US-PA  | Pensilvania                                      | estado                   |
| US-RI  | Rhode Island                                     | estado                   |
| US-SC  | Carolina del Sur                                 | estado                   |
| US-SD  | Dakota del Sur                                   | estado                   |
| US-TN  | Tennessee                                        | estado                   |
| US-TX  | Texas                                            | estado                   |
| US-UT  | Utah                                             | estado                   |
| US-VT  | Vermont                                          | estado                   |
| US-VA  | Virginia                                         | estado                   |
| US-WA  | Washington                                       | estado                   |
| US-WV  | Virginia Occidental                              | estado                   |
| US-WI  | Wisconsin                                        | estado                   |
| US-WY  | Wyoming                                          | estado                   |
| US-DC  | Washington D. C.                                 | distrito                 |
| US-AS  | Samoa Americana                                  | área periférica          |
| US-GU  | Guam                                             | área periférica          |
| US-MP  | Islas Marianas del Norte                         | área periférica          |
| US-PR  | Puerto Rico                                      | área periférica          |
| US-UM  | Islas Ultramarinas Menores de los Estados Unidos | área periférica          |
| US-VI  | Islas Vírgenes de los Estados Unidos             | área periférica          |

## Subdivisiones incluidas en ISO 3166-1
Además de incluirse como subdivisiones de los Estados Unidos en ISO 3166-2, a las áreas periféricas también se les asigna oficialmente sus propios códigos de país en ISO 3166-1.
| Código | Nombre de la subdivisión                         | Código alfa-2 | Código ISO 3166-2 |
| ------ | ------------------------------------------------ | ------------- | ----------------- |
| US-AS  | Samoa Americana                                  | AS            | ISO 3166-2:AS     |
| US-GU  | Guam                                             | GU            | ISO 3166-2:GU     |
| US-MP  | Islas Marianas del Norte                         | MP            | ISO 3166-2:MP     |
| US-PR  | Puerto Rico                                      | PR            | ISO 3166-2:PR     |
| US-UM  | Islas Ultramarinas Menores de los Estados Unidos | UM            | ISO 3166-2:UM     |
| US-VI  | Islas Vírgenes de los Estados Unidos             | VI            | ISO 3166-2:VI     |